# Stiphodon caeruleus
Stiphodon caeruleus är en fiskart som beskrevs av Parenti och Maciolek, 1993. Stiphodon caeruleus ingår i släktet Stiphodon och familjen smörbultsfiskar. IUCN kategoriserar arten globalt som livskraftig. Inga underarter finns listade i Catalogue of Life.